# Francisco Freire Allemão e Cysneiro

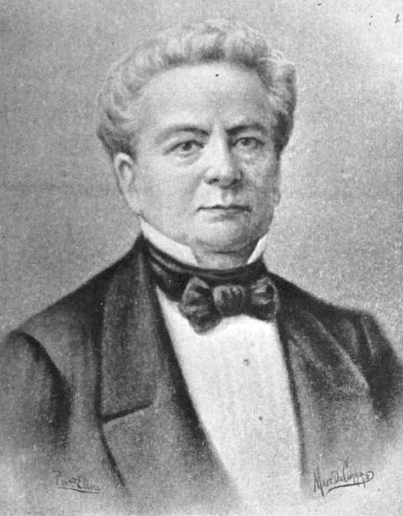
Francisco Freire Allemão e Cysneiro

Francisco Freire Allemão e Cysneiro (1797 - 1874) was een Braziliaans botanicus en arts. Hij verzamelde en beschreef planten in de streek rond de Braziliaanse stad Rio de Janeiro.
Hij werd opgeleid tot chirurg op de Medisch-Chirurgische Academie van Rio de Janeiro en tot doctor in de medicijnen aan de Universiteit van Parijs. Bij zijn terugkeer naar Brazilië werd hij professor aan de Militaire Academie en directeur van het Nationaal Museum van Brazilië.
Hij verdedigde een thesis over het gebruik van jodium tegen een ziekte, die door hyperthyreoïdie wordt veroorzaakt.
Vanaf 1829 was hij lid van een aantal wetenschappelijke verenigingen en richtte in 1850 een korte, maar productieve Velosiaanse Societeit der Natuurlijke Wetenschappen op. Zijn specimens worden bewaard in het herbarium van de Federale Universiteit van Rio de Janeiro.
Enkele door hem benoemde geslachten en soorten:
- Astronium urundeuva (Allemao) Engl.
- Myracrodruon urundeuva Fr. Allemão
- Acanthinophyllum strepitans Allemão (Moraceae)
- Amburana cearensis (Allemão) A.C.Sm. (Fabaceae) (synoniem Torresea cearensis Allemão)
- Andradea Allemão (Nyctaginaceae)
- Andradea floribunda Allemão
- Azeredia Arruda ex Allemão (Cochlospermaceae)
- Bumella sartarum Allemão (Sapotaceae)
- Azeredia pernambucana Allemão
- Chrysophyllum arenarium Allemão (Sapotaceae)
- Chrysophyllum cearaense Allemão
- Chrysophyllum cysneiri Allemão
- Chrysophyllum obtusifolium Allemão
- Chrysophyllum perfidum Allemão
- Chrysophyllum tomentosum Allemão
- Cordia oncocalyx Allemão (Boraginaceae)
- Dalbergia nigra Allemão ex Benth. (Fabaceae)
- Echyrospermum balthazarii Allemão ex Mart. (Fabaceae)
- Hyeronima Allemao (Euphorbiaceae)
- Hyeronima alchorneoides Allemão.
- Jussiaea fluctuans Allemão & M.Allemão (Onagraceae)
- Lucuma meruocana Allemão (Sapotaceae)
- Lucuma minutiflora Allemão
- Lucuma montana Allemão
- Luetzelburgia auriculata (Allemao) Ducke (Fabaceae)
- Manilkara elata (Allemão ex Miq.) Monach. (synoniem: Mimusops elata Allemão in Mart. ex Miq.)
- Mezia navalium (Allemão) (Lauraceae ) (synoniemen: Mezilaurus navalium (Allemão ) Taub. ex Mez; Silvia navalium Allemão)
- Mimusops triflora Allemão (Sapotaceae)
- Miscolobium nigrum (Vell.) Allemão (Fabaceae)
- Moldenhawera speciosa Allemão (Fabaceae)
- Myrocarpus Allemão
- Ophthalmoblapton macrophyllum Allemão (Euphorbiaceae)
- Pinckneya viridiflora Allemão & Saldanh (Rubiaceae) (synoniemen: Simira viridiflora (Allem & Saldanha) Steyerm.; Sickingia viridiflora (Allemão & Saldanha) K.Schum.
- Pterygota brasiliensis Allemão (Sterculiaceae)
- Ribeirea Allemão (Santalaceae)
- Ribeirea calophylla Allemão
- Ribeirea calva Allemão
- Ribeirea cupulata Allemão
- Ribeirea elliptica Allemão
- Tipuana auriculata Allemão (Fabaceae)
- Vatairea heteroptera (Allemao) F.A.Iglesias
- Vazea Allemão ex Mart. (Olacaceae)
- Zollernia mocitayba Allemão ex Emygdio (Caesalpiniaceae)

## Voetnoten
1. ↑  Biodiversity Collection Index[dode link]

- Biblioteca Nacional de España: XX4811448
- Author citation (botany): Allemão
- Stuttgart Database of Scientific Illustrators 1450–1950: 13155
- Gemeinsame Normdatei: 102436738
- International Standard Name Identifier: 0000 0000 5129 9699
- Library of Congress Control Number: nr92044625
- Nederlandse Thesaurus van Auteursnamen: 18219602X
- Réseau des bibliothèques de Suisse occidentale: 02-A011486861
- Istituto Centrale per il Catalogo Unico: NAPV153095
- Système universitaire de documentation: 152114289
- Virtual International Authority File: 34844825
- WorldCat: E39PBJgd4rr46JqwFmpCJ9c773